# Горвил (Илиноис)
Горвил (енгл. Goreville) град је у америчкој савезној држави Илиноис.

## Демографија
По попису из 2010. године број становника је 1.049, што је 111 (11,8%) становника више него 2000. године.
| Група             | 2000.       | 2010.         |
| Белци             | 924 (98,5%) | 1.032 (98,4%) |
| Афроамериканци    | 0 (0,0%)    | 1 (0,1%)      |
| Азијати           | 1 (0,1%)    | 0 (0,0%)      |
| Хиспаноамериканци | 10 (1,1%)   | 12 (1,1%)     |
| Укупно            | 938         | 1.049         |